# 2017년 6월 런던 테러
2017년 6월 런던 테러 (2017 June London Attack)은 2017년 6월 3일 오후 10시 6분-16분 사이(영국 일광 절약 시간대), 영국 잉글랜드 런던의 런던 브리지와 버러 마켓에서 발생한 테러를 말한다. 차량 추돌과 흉기를 이용한 테러로, 6월 4일 기준으로 경찰에게 사살된 범인 3명을 비롯해 시민 6명 등 총 9명이 사망한 것으로 집계되었다.

## 공격

### 사건 발생
용의자들은 남성 3명으로, 흰색 헤르츠 렌터카 승합차를 타고 런던 브리지를 시속 50마일로 달리다가 인도를 올라 시민들을 차로 치는 공격을 했다. 이어 다리 남단의 버러 마켓까지 주행해, 어느 펍의 난간을 들이받자, 용의자들이 차에서 내려 근무 중이던 교통 경찰관 1명을 포함해 버러 마켓에 있던 시민들에게 흉기 공격을 가했다. 이과정에서 목격자들은 용의자들이 "이것은 알라를 위한 것이다"라고 외치는 것을 들었다고 진술했다.
런던 경찰청은 6월 3일 오후 10시 8분 첫 신고를 접수하고, 그로부터 8분이 지난 10시 16분에 무장 경찰들이 현장에서 용의자들과 대치해 사살했다. 당시 범인들이 폭탄 조끼처럼 보이는 것을 입고 있었으나, 확인 결과 폭탄조끼는 아닌 것으로 파악됐다고 경찰 측은 밝혔다.
이번 테러로 다수의 사상자가 발생했다. 6월 4일, 런던 경찰청은 "경찰에 의해 사살된 3명의 공격자들 이외 6명이 사망한 것으로 보고 있다"며, "최소한 20명이 6개 병원으로 후송됐다"고 밝혔다.

## 대응과 반응

### 후속 조치
사건 발생 직후 런던 경찰청은 이번 사건을 '테러 사건'으로 선언했다. 총선을 앞두고 선거전 지원에 나섰던 테리사 메이 영국 총리는 6월 3일 테러 보고를 받은 뒤 즉각 다우닝 가로 복귀해 긴급 안보회의 '코브라 회의'를 소집하고 "테러 가능성을 염두에 두고 대응하고 있다"고 밝혔다.
한편 지난 5월 22일 맨체스터 아레나 폭탄 테러 이후 영국 정부는 테러위협등급을 최고단계인 '위급 (Critical)'으로 상향 조치했다가, 닷새만인 5월 27일 '심각(Severe)'으로 한 단계 낮춘 상황이었는데 불과 6일 만에 테러가 발생해 당국 대응에 큰 논란이 예상되었다. 심각 단계이지만 영국의 대도시 내 주요 시설과 공공 시설에 무장경찰을 증원 투입한 채 유지해오고 있었다.

### 여파와 반응
야당 대표인 제러미 코빈 노동당 대표, 팀 패런 자유민주당 대표, 사디크 칸 런던 시장은 모두 당일 새벽 트위터를 통해 이번 테러의 영향에 대한 입장과 신속하게 이뤄진 조치에 감사를 표했다. 영국이슬람위원회 사무총장 역시 테러 비난 성명을 내었다. 이와 더불어 테러 발생 직후 전세계 정상들도 유감을 표했는데, 맬컴 턴불 오스트레일리아 총리, 쥐스탱 트뤼도 캐나다 총리, 에마뉘엘 마크롱 프랑스 대통령, 엔다 케니 아일랜드 총리, 도널드 트럼프 미국 대통령 등이 공식 입장을 내놓았다.
한편 이번 테러는 맨체스터 테러와 더불어 6월 9일에 열릴 2017년 영국 총선을 앞두고 발생하여, 선거 막판 변수로 작용할 수 있다는 예측이 제기되었다. 실제로 보수당의 노인 복지 축소 공약으로 야당인 노동당과 보수당 간에 격차가 좁혀진 상황이다. 두 번의 테러를 거쳐 정부의 테러 대처 능력도 의제로 떠오르게 되었다. 야당은 맨체스터 테러 당시 2010년부터 2016년까지 영국 내무장관으로 재임한 메이 총리를 향해, 장관 재임 당시 경찰 인원을 2만명 축소시킨 것이 이번 테러 사건의 씨앗이 되었다고 공격한 바 있다. 또한 보수당이 '안보결집효과'를 얻을 수 있다는 분석도 나왔으나, 맨체스터 테러 발생 당시 여론조사 전문가들은 테러가 선거 판세에 영향을 미쳤는지는 불투명하다고 한 바 있다.